# Víctor Cerdà Martín
Víctor Cerdà Martín (Palma de Mallorca, 1946) es un químico analítico español que se ha centrado en la investigación en el campo de la automatización de los laboratorios y el análisis medioambiental.

## Biografía
Cerdà se licenció en 1969 en Ciencias Químicas por la Universidad de Barcelona y se  doctoró en la misma universidad en 1973 con la tesis Sobre la fracción ligera del alquitrán de extracción procedente de la pirólisis de maderas duras, bajo la dirección de Francisco Buscarons y Luis Eek Vancells. Ha sido profesor de la Universidad de Barcelona (1970-72, 1974 y 1978-82), de la Universidad Rovira i Virgili (1974-78), de la Universidad de Valladolid (1981-82) y de la Universidad de las Islas Baleares desde 1982.
El 1986 fundó el Association of Environmental Sciences and Techniques, AEST, de la cual  es presidente; fue vicepresidente (1988-92) de la Sociedad Española de Química Analítica, y es miembro de diferentes asociaciones y revisor de diferentes revistas científicas. Es coautor de los libros Quimiometría (1988), An introduction tono laboratory automation (1990), Espectroscopía atómica analítica (1990), Evaluación del impacto ambiental (1992), Contaminación radiactiva (1992), Wastewater Quality Monitor (1996), Tratamiento de datos experimentales (1997), Fundamentos de Química Analítica (1998), Métodos electroanalíticos Y (editor y autor, 2001), Introducción a la Química Analítica (2004), Introducción a los métodos de análisis en flujo (2006), Temas Avanzados de Quimiometría (2007), An introduction tono flow analysis (2009), Flow Analysis: A Practical Guide (2014). También es autor o coautor de capítulos de diferentes obras y ha publicado más de 700 artículos científicos.